# Kochanie, zmniejszyłem dzieciaki (serial telewizyjny)
Kochanie, zmniejszyłem dzieciaki (ang. Honey, I Shrunk the Kids) – amerykański serial science fiction o elementach komediowych emitowany w latach 1997-2000, w Polsce na antenie stacji telewizyjnych TVP2 i Polsat. Powstało sześćdziesiąt sześć odcinków, podzielonych na trzy sezony.

## Fabuła
W skład sympatycznej rodziny Szalińskich wchodzą: ojciec, matka i dwoje dzieci Amy i Nick. Naukowiec Wayne Szaliński wykorzystuje wiedzę i zdolności konstruktorskie do budowania urządzeń ułatwiających wykonywanie codziennych czynności. Kolejne próby testowania wynalazków w warunkach domowych stają się powodem sporych kłopotów, z których jednak rodzina zawsze wychodzi obronną ręką. 

## Obsada
| Aktor              | Rola w serialu     |
| ------------------ | ------------------ |
| Peter Scolari      | Wayne Szalinski    |
| Barbara Alyn Woods | Diane Szalinski    |
| Hillary Tuck       | Amy Szalinski      |
| Thomas Dekker      | Nick Szalinski     |
| Bruce Jarchow      | Mr. Jennings       |
| George Buza        | Chief Jake McKenna |

## Opis odcinków
1. Honey, We've Been Swallowed by Grandpa – Kiedy Szalińscy przeprowadzają się do nowego domu w Matheson, profesor postanawia zastosować genialny wynalazek: zmniejsza meble, by ułatwić transport.
2. Honey, the House is Trying to Kill Us – Zbliża się rocznica ślubu Wayne'a i Diane. Profesor Szaliński, jak co roku, zapomina o ważnym dniu. Jest zaaferowany nowym wynalazkiem: wehikułem czasu. Tymczasem zakochana w nauczycielu nastoletnia Amy, odtrącona przez sympatię z powodu różnicy wieku, nakłania brata, by pomógł jej użyć wehikułu. Przenosi się w lata 70., do czasów młodości ukochanego. Przedłużająca się nieobecność dziewczyny skłania zaniepokojonego ojca do wyruszenia na poszukiwania. Niebawem obydwoje mają problemy z powrotem do współczesności.
3. Honey, I'm Haunted – W nocy, pod nieobecność gospodarzy do domu Szalinskich zakradł się złodziej. Ale pies był na posterunku i wystraszył intruza. O włamaniu Wayne'a i jego rodzinę poinformowała policja. Na miejscu zjawił się też łowca UFO, Carter, który sugeruje, że złodzieja przepłoszyli rządowi agenci ukrywający przed społeczeństwem fakt panoszenia się obcych na Ziemi. Wayne przystępuje do działania i konstruuje maszynę, która dniem i nocą ma strzec bezpieczeństwa jego rodziny.
4. Honey, We're Stuck in the 70's – Nick testuje urządzenie poprawiające wzrok, które skonstruował ojciec. Genialny wynalazek pozwala dojrzeć rzeczy niewidoczne dla ludzkiego oka. Dzięki niemu chłopiec spostrzega ducha gangstera, przenikającego do ciała Wayne'a. Nick kontaktuje się z duchem pewnego detektywa. Przy jego pomocy wysyła ducha gangstera w zaświaty.
5. Honey, I Shrunk the Science Dude – Kolejne urządzenie skonstruowane przez Wayne'a pozwala na śmiały eksperyment: umożliwia zamianę umysłów dwóch żywych istot. Nieświadoma zagrożenia żona Szalińskiego przypadkowo uruchamia wynalazek. W wyniku fatalnej pomyłki, zamianie ulegają umysły Diane i kota.
6. Honey, You've Got Nine Lives – Wayne jest zazdrosny, gdy zauważa, że jego dzieci zachwycają się programem popularno-naukowym, który w telewizji prowadzi jego starszy kuzyn, Randy Rude. Wayne jest przekonany, że dopiero praktyczny sprawdzian ich umiejętności mógłby zdecydować, który z nich, on czy Randy są większymi wynalazcami. Niedługo potem nadarza się taka okazja, bowiem kuzyn odwiedza ich i w drodze do restauracji obaj mają wypadek. W wyniku szamotaniny Randy przypadkowo uruchamia urządzenie do pomniejszania, które Wayne ma zwyczaj zawsze ze sobą wozić w samochodzie.
7. Honey, I've Been Duped – Wayne podczas doświadczenia aplikuje chomikowi preparat, po którym zwierzątko miało stać się inteligentniejsze, ale zamiast tego zaczęło latać. Tymczasem Amy przeżywa trudne dni w szkole. Nie jest zbyt lubiana przez koleżanki. Przypadkowo ona również wdycha preparat, który ostatnio wynalazł jej tata i zaczyna słyszeć, co inni o niej myślą, także jej najbliżsi. Podobnie jej młodszy brat, Nick, ma kłopoty, bo skonstruowany przez niego model śmigłowca wpadł przez okno do mieszkania sąsiada.
8. Honey, They're After Me Lucky Charms – Wayne obiecuje rodzinie, że nigdy już nie przyniesie jej wstydu, a najbliższą okazją do tego, by zaprezentować się w jak najlepszym świetle, staje się piknik organizowany w nowej pracy Diane. Ale najpierw Wayne przedstawia najnowszy wynalazek: terenową lodówkę, która jednak sprawia same kłopoty. Potem wynalazca przypadkowo klonuje samego siebie. Podczas gdy jego klon wybiera się z rodziną na piknik, on przystępuje do dalszych badań. Klonów jednak przybywa i sytuacja wymyka się spod kontroli.
9. Honey, They Call Me the Space Cowboy – Nick jest smutny, bo jego pierwszy wynalazek, który miał zapewniać pomyślność osobie, która nim dysponuje, okazał się niewypałem. Wayne pragnie pomóc synowi uwierzyć w siebie i nieco udoskonala zaprojektowane przez niego urządzenie. W wyniku tego wprowadza jeszcze większe zamieszanie, bo razem z szefem, panem Jenningsem, trafiają do kopalni, gdzie odnajdują prawdziwy skarb. Wayne zabiera naczynie pełne złotych monet do domu. Nie podejrzewa, że w ślad za tym złotem wkrótce zjawi się u nich przemądrzały krasnal, strażnik skarbu.